# Episodi di Un milione di piccole cose (prima stagione)
La prima stagione della serie televisiva A Million Little Things, composta da 17 episodi, è stata trasmessa negli Stati Uniti sul network ABC dal 26 settembre 2018 al 28 febbraio 2019.
In Italia, la stagione è stata trasmessa in prima visione assoluta su Rai 2 dal 24 agosto al 20 settembre 2021, dalle ore 18.50.
| n° | Titolo originale      | Titolo italiano            | Prima TV USA      | Prima TV Italia   |
| -- | --------------------- | -------------------------- | ----------------- | ----------------- |
| 1  | Pilot                 | Tutto accade per un motivo | 26 settembre 2018 | 24 agosto 2021    |
| 2  | Band of Dads          | La band dei papà           | 3 ottobre 2018    | 25 agosto 2021    |
| 3  | Save the Date         | Buon compleanno            | 10 ottobre 2018   | 26 agosto 2021    |
| 4  | Friday Night Dinner   | La pizza del venerdì       | 17 ottobre 2018   | 27 agosto 2021    |
| 5  | The Game of Your Life | La recita scolastica       | 24 ottobre 2018   | 30 agosto 2021    |
| 6  | Unexpected            | Rivelazioni inattese       | 31 ottobre 2018   | 31 agosto 2021    |
| 7  | I Dare You            | Ti sfido                   | 7 novembre 2018   | 1º settembre 2021 |
| 8  | Fight or Flight'      | Paura di lottare           | 28 novembre 2018  | 2 settembre 2021  |
| 9  | Perspective           | Superare il lutto          | 5 dicembre 2018   | 6 settembre 2021  |
| 10 | Christmas Wishlist    | Nuove speranze             | 12 dicembre 2018  | 8 settembre 2021  |
| 11 | Secrets and Lies      | Segreti e bugie            | 17 gennaio 2019   | 9 settembre 2021  |
| 12 | The Day Before...     | L'ultimo giorno            | 24 gennaio 2019   | 10 settembre 2021 |
| 13 | Twelve Seconds        | Altri segreti              | 31 gennaio 2019   | 13 settembre 2021 |
| 14 | Someday               | L'inaugurazione            | 7 febbraio 2019   | 14 settembre 2021 |
| 15 | The Rock              | La fragilità della vita    | 14 febbraio 2019  | 15 settembre 2021 |
| 16 | The Rosary            | Diverse prospettive        | 21 febbraio 2019  | 16 settembre 2021 |
| 17 | Goodbye               | Chiudere col passato       | 28 febbraio 2019  | 20 settembre 2021 |